# Palacio Zarrouk
El Palacio Zarrouk (en árabe: قصر زروق; en francés: Palais Zarrouk) es un palacio en el país africano de Túnez, construido por los aliados del régimen Bey. Se caracteriza por un estilo turco, así como los estilos árabe y andaluz.
Fue construido en el siglo XIX, alrededor de 1860, por el general Ahmed Zarrouk, famoso por sus acciones, a expensas de la revuelta de Ben Ali Ghedhahem en 1864 que afectó a la parte centroeste del país.